# نادي القادسية (فلسطين)
نادي القادسية الرياضي هو رياضي فلسطيني ، من أندية قطاع غزة، يقع في محافظة رفح.